# Émile Maurice
Émile Maurice (Fort-de-France, 1910 - 1993) fou un polític martiniquès, partidari acèrrim de l'assimilació de Martinica a França. Va ser President del Consell General de Martinica des de 1970 fins a 1992.
Treballà com a professor d'història i geografia. S'inicià en la política quan fou escollit alcalde de Saint-Joseph de 1959. El 1957 s'havia unit al Partit Progressista Martiniquès de la mà d'Aimé Césaire i fou escollit conseller general del cantó de Saint-Joseph. Detingué ambdós càrrecs fins a la seva mort.
Posteriorment es va distanciar del nacionalisme del PPM i va ingressar en la Unió per la Nova República gaullista; durant molts anys fou, amb Camille Petit i Víctor Sabre un ferotge defensor del departament d'ultramar i totalment oposat a l'independentisme. El 1970 fou elegit president del Consell General de Martinica.